# Збройні сили Суринаму
Збройні сили Суринаму (нід. Nationaal Leger) — сукупність військ Республіки Суринам, призначена для захисту свободи, незалежності і територіальної цілісності держави. Складаються з сухопутних військ, військово-морських сил, повітряних сил та військової поліції.

## Склад збройних сил

### Повітряні сили
За даними журналу FlightGlobal, станом на 2020 рік, на озброєнні повітряних сил Суринаму були 3 багатоцільових і бойових вертольоти.
| Тип        | Виробництво | Призначення             | Кількість  | Примітки   |            |
| Вертольоти | Вертольоти  | Вертольоти              | Вертольоти | Вертольоти | Вертольоти |
| ---------- | ----------- | ----------------------- | ---------- | ---------- | ---------- |
| SA.316     | Франція     | багатоцільовий вертоліт | 3          |            |            |

Розпізнавальний знак
Знак на кіль